# Joh. Springer’s Erben

Fakturen von Joh. Springer’s Erben, oben vor 1900, unten vor 1918

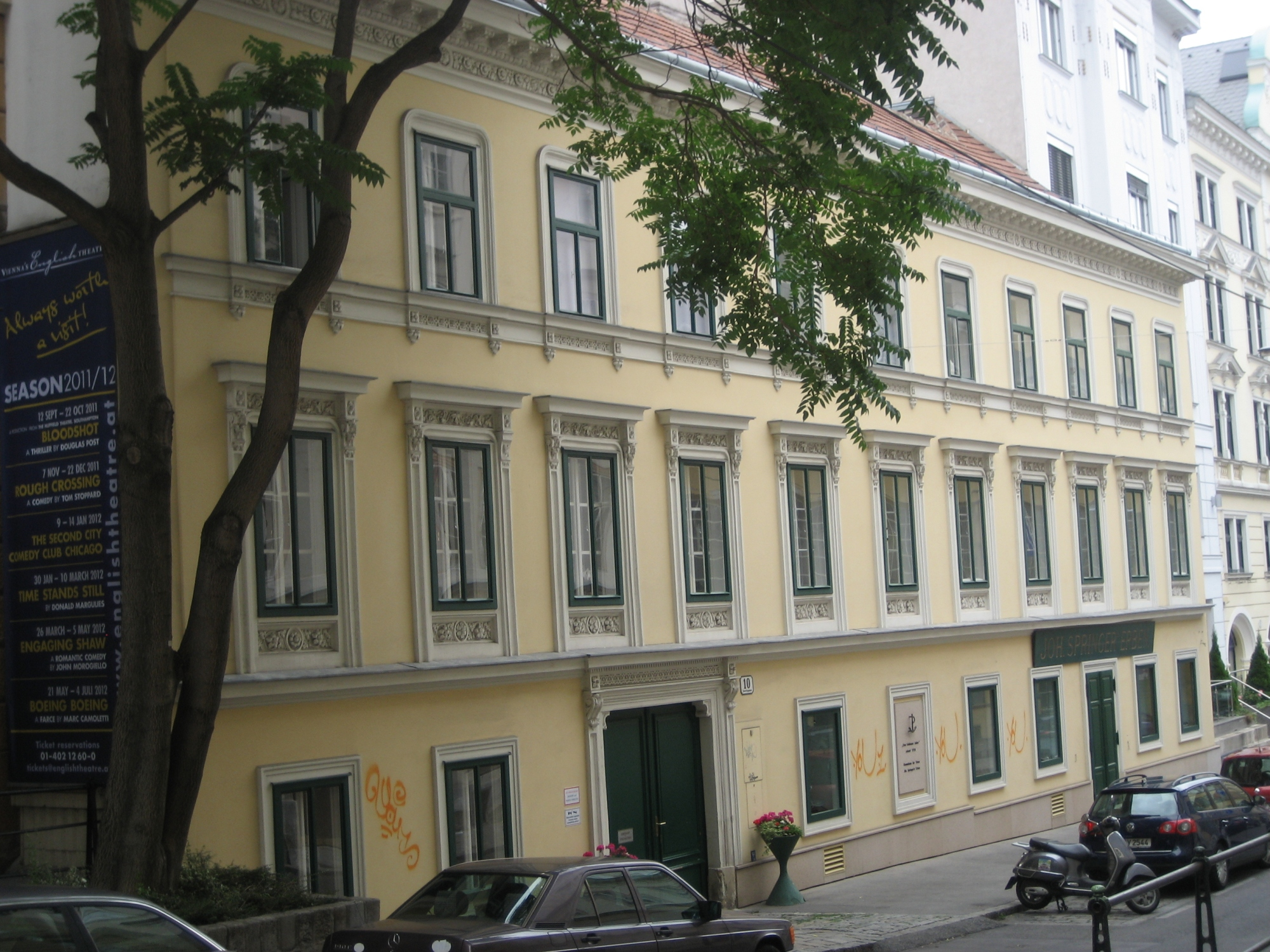
Firmenzentrale von Joh. Springer’s Erben

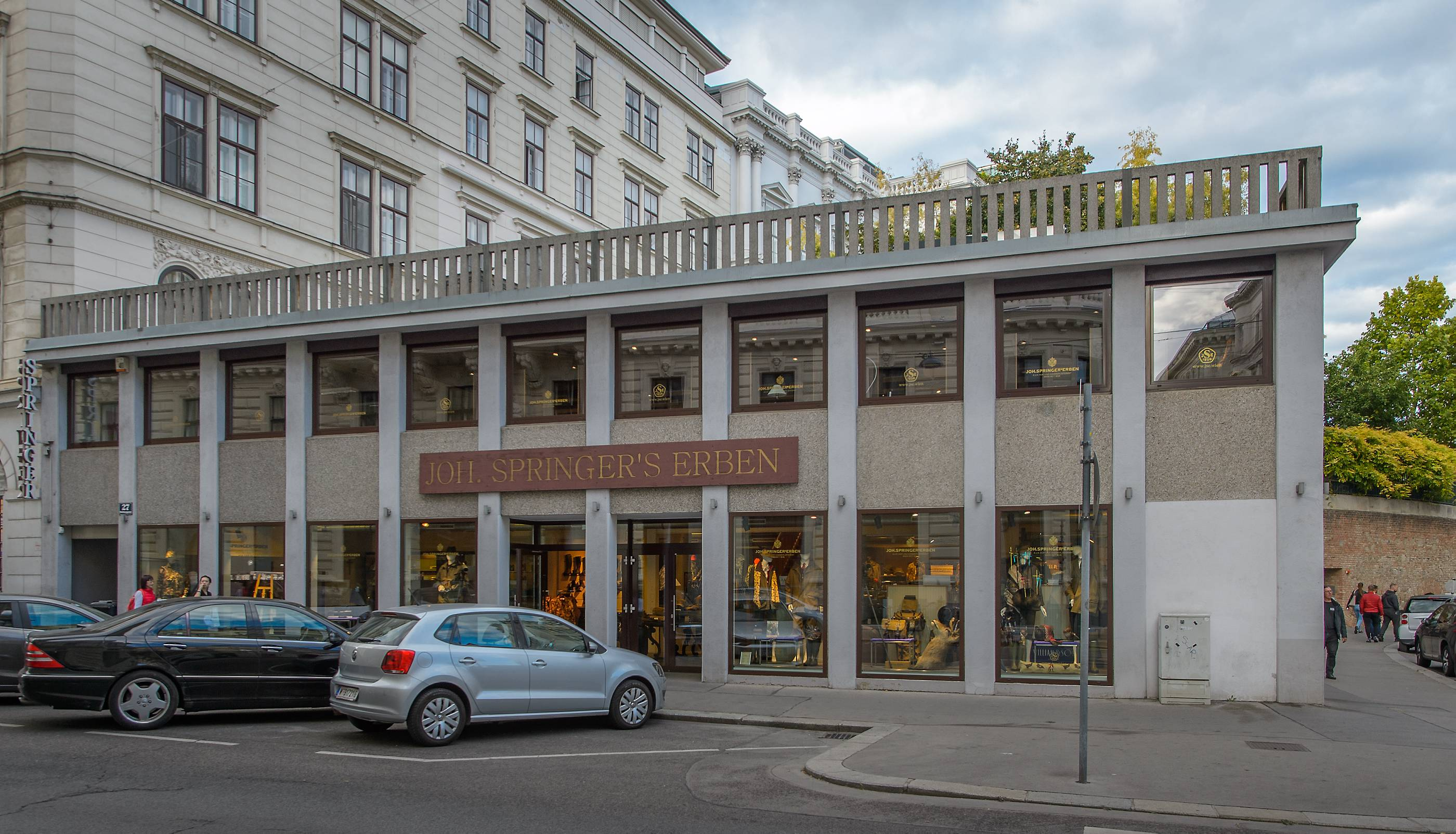
Flagship Store von Joh. Springer’s Erben beim Wiener Palais Coburg

Joh. Springer’s Erben ist ein traditionsreicher Waffenhändler und ehemaliger k.u.k. Hoflieferant. Die Firmenzentrale befindet sich in Wien.

## Geschichte
Die Geschichte des Unternehmens reicht bis zu den 1830er Jahren zurück. Damals ließ sich der Büchsenmacher Mathias Nowotny aus Königgrätz in Wien nieder. 1836 erhielt er die Genehmigung zur Ausübung seines Berufes. Er wurde rasch erfolgreich und konnte neben der Werkstatt in der Josefstadt eine Niederlassung am Stock-im-Eisen-Platz 5 im 1. Bezirk errichten. 1856 erschoss er sich jedoch und seine Witwe verkaufte ein Jahr später das Geschäft an Johann Springer.
Johann Springer stammte aus Leutschach in Oberungarn und kam als Graveur nach Wien. Er beherrschte die Kunst, die Wappen der adeligen Kunden in Metall fein einzugravieren. Er erlernte zusätzlich die Büchsenmacherei und heiratete später Katharina Nowotny, die Schwester von Mathias Nowotny. 15 Jahre lang arbeitete Springer bei Nowotny, dessen Vertrauen er genoss. Nach dem Tod von Nowotny und der Übernahme des Unternehmens, änderte er 1857 den Firmennamen auf „Johann Springer, vorm. Mathias Nowotny“ um.
Er spezialisierte sich auf die Produktion von Luxusjagdwaffen und gewann durch die Qualität der Produkte mehrere Medaillen bei Ausstellungen. Der Kaiser zählte zu den Stammkunden und 1872 verlieh dieser ihm den k.u.k. Kammertitel, eine höhere Auszeichnung als der Hoflieferantentitel.
1875 starb Johann Springer und seine Witwe musste das Unternehmen leiten und sich gleichzeitig um sieben Kinder sorgen. Die Söhne Rudolf und Gustav Springer absolvierten ihre Ausbildung zum Teil beim Unternehmen Brandlin in Birmingham, übernahmen später das Unternehmen und änderten 1888 den Namen in „Johann Springer’s Erben“. Im gleichen Jahr musste Springer das alte Haus am Stock-im-Eisen-Platz verlassen, da es für das neue Palais Equitable abgerissen werden sollte.
Die Gebrüder Rudolf und Gustav Springer konnten die Fabrik weiter etablieren. Die Produkte erhielten den Goldenen Österreichischen Staatspreis sowie weitere Auszeichnungen auf Weltausstellungen wie 1908 den Grand Prix von Monte Carlo. In den 1930er Jahren wurde Springer zum fürstlichen Hoflieferanten von Monaco ernannt.
Der k.u.k. Hoflieferantentitel wurde 1911 erneut verliehen. Neben dem Kaiser und dem kaiserlichen Hof wie Erzherzog Franz Ferdinand und Erzherzogin Maria Theresia, zählte das Unternehmen zu seinen Kunden zahlreiche adelige Familien, darunter die Liechtensteins, Esterházys, Coburgs und Orłowskis. Die Geschäfte liefen gut und 1912 hatte das Unternehmen über eine Million Goldkronen an Außenständen. Springer hatte seine eigene Fabrik und Auslage an der Josefgasse 10 im 8. Bezirk sowie drei Verkaufslokale in Wien, unter anderem am Stock-im-Eisen Platz 5 im 1. Bezirk und in Mariahilf. Die Filiale im 1. Bezirk zog später an die Adresse Graben 10 um.
Der Erste Weltkrieg und der Zusammenbruch der Monarchie brachten dem Unternehmen schwere Zeiten. Während des Zweiten Weltkrieges musste das Unternehmen unter anderem Teile für die V2-Waffe herstellen.
Nach dem Zweiten Weltkrieg wurden weiter Flinten produziert. Kunden waren unter anderen Sowjetmarschall Konew, General Kaltschenko, alliierte Offiziere sowie der Großwildjäger Ernst Zwilling. 1949 stieg Johann Springers Tochter Margarethe ins Geschäft ein. Die Waffenproduktion musste im Dezember 1955 schließlich eingestellt werden. Der Handel mit Waffen blieb als Geschäftszweig des Unternehmens, wobei u. a. Industrielle zu Kunden wurden. Die Schulden wuchsen jedoch und 1958 mussten die Familienvilla und die Fabrik verkauft werden, um die Finanzen zu sanieren. 1963 übernahm Margarethe Springer nach dem frühen Tod ihres Vaters die Firma und leitete diese 45 Jahre lang.
Am 1. April 2008 übernahm Christian Johann Springer das Unternehmen von seiner Mutter Margarethe Weixelbraun. Am Kagranerplatz 9 wurde die Filiale ausgebaut: Sie führt nun Jagd- und Sportwaffen, Militaria und Faustfeuerwaffen auf 370 m². Die ehemaligen Filialen am Graben 10 und in der Habsburggasse 8 wurden in die Weihburggasse 27 verlegt. Auf 700 m² auf drei Etagen werden neue wie gebrauchte Jagdwaffen angeboten. Neben dem Traditionssegment Waffenhandel für Jagd- und Sportwaffen, Militaria, Faustfeuerwaffen und W expandiert das Unternehmen auch in andere Bereich und bietet seit Herbst 2008 Jagdreisen und Waffenauktionen an.

## Service
Neben dem Verkauf von Jagdwaffen arbeitet das Unternehmen auch mit der Exekutive zusammen. Produkte von beispielsweise Glock werden z. B. an Polizei, Justizbehörde und das Bundesheer verkauft. Für private Sicherheitsunternehmen wie Personenschützer, Sicherheitsdienste und besonders gefährdete Personen werden auch Schutzbekleidungen von 5.11 Tactical Series angeboten.
Das Serviceangebot von Joh. Springer’s Erben umfasst eine Werkstätte für die Pflege und Reparatur von Waffen, einen Schießkeller, die Ausbildung für den Erwerb des Waffenführerscheins, Schießkurse- und Schießtraining sowie den Export und Import von zivilen Waffen und Munition in Zusammenarbeit mit internationalen Partnern wie Beretta oder dem britischen königlichen Hoflieferant James Purdey & Sons.
Im Sortiment der Luxuswaffen führt das Unternehmen Accessoires, antike Waffen, Blankwaffen, Faustfeuerwaffen, Flinten, Kipplaufbüchsen, kombinierte Gewehre, Präparate, Präzisionsgewehre und Repetiergewehre.